# Andrei Petrowitsch Minakow
Andrei Petrowitsch Minakow (russisch Андрей Петрович Минаков; * 31. Januarjul. / 12. Februar 1893greg. in Moskau; † 26. März 1954 ebenda) war ein russischer Physiker und Hochschullehrer.

## Leben
Minakows Vater war der bekannte Rechtsmediziner Pjotr Andrejewitsch Minakow, der 1911 mit vielen anderen Professoren aus Protest die Universität Moskau (MGU) verließ, als der neue Bildungsministers Léon Casso bezüglich der Berufung von Professoren in die Autonomierechte der MGU eingriff (Affäre Casso). 1904 trat Minakow in das private Schelaputin-Gymnasium in Moskau ein, das er 1911 mit einer Goldmedaille verließ wie schon vorher sein älterer Bruder Sergei. Darauf ging er mit seinem Bruder, der das Studium an der MGU begonnen und die MGU mit seinem Vater verlassen hatte, nach Paris, wo ihre Tante Glafira Estel lebte. An der Universität von Paris hörte er Vorlesungen zur Physik, Chemie, Zoologie und Botanik und besuchte das Laboratorium Pierre Curies, während sein Bruder Mathematik studierte. Im Januar 1912 kehrte Minakow wegen einer nötigen Mittelohroperation nach Moskau zurück. Im Herbst 1912 trat er in die technische Abteilung des Moskauer Handelsinstituts ein. Er arbeitete im physikalischen Laboratorium des Instituts und verfasste zusammen mit A. Tal seine erste wissenschaftliche Arbeit über die Form der Interferenzmaxima der Röntgenstrahlung. Im Ersten Weltkrieg leitete er das Röntgenkabinett des 1. Rotes-Kreuz-Hospitals in Kiew. Sein Bruder Sergei war in den ersten Tagen der Mobilmachung eingezogen worden und am 11. September 1914 in Ostpreußen zwischen Goldap und Darkehmen gefallen.
1917 begann Minakow das Studium an der MGU, an die sein Vater nach der Februarrevolution 1917 zurückgekehrt war. Das Studium wurde nach der Oktoberrevolution unter den Bedingungen des Russischen Bürgerkrieges fortgeführt. Minakows Lehrer waren Nikolai Jegorowitsch Schukowski, Dmitri Fjodorowitsch Jegorow, Nikolai Nikolajewitsch Lusin, Leonid Kusmitsch Lachtin und insbesondere Sergei Alexejewitsch Tschaplygin, bei dem er seine Diplomarbeit über die Schwingungen eines Pendels mit sich bewegendem Aufhängepunkt schrieb. Nach dem Abschluss des Studiums im Januar 1922 wurde Minakow wissenschaftlicher Mitarbeiter der MGU. 1923 unterrichtete er mit anderen Mechanik. Im gleichen Jahr wurde er eingeladen, im Moskauer Textil-Institut bei Leonid Samuilowitsch Leibenson Mechanik zu lehren, worauf Minakow dort den Lehrstuhl für Theoretische Mechanik leitete. 1926–1927 beteiligte er sich an der Arbeit der Kommission zur Herausgabe der Arbeiten Nikolai Jegorowitsch Schukowskis beim Zentralen Aerohydrodynamischen Institut (ZAGI) und übernahm die Redaktion von 6 Arbeiten Schukowskis über Probleme der Strömungsmechanik. 1930 wurde er zum Kandidaten der technischen Wissenschaften promoviert, und 1935 folgte die Ernennung zum Professor für Theoretische Mechanik.
1939 wurde Minakow Professor für Theoretische Mechanik an der Militärakademie für Ingenieure der Luftstreitkräfte „Prof. N. J. Schukowski“ (bis 1941). 1941 verteidigte er seine Doktor-Dissertation über Grundlagen der Fadenmechanik. Im Deutsch-Sowjetischen Krieg führte er Studien zu militärischen Fragen durch. Zusammen mit Chalil Achmedowitsch Rachmatulin untersuchte er den Stoß gegen einen biegsamen Faden im Hinblick auf Sperrballons vor Moskau. Er bestimmte die Belastung von Panzerketten bei der Kehrtwende.
Von 1942 bis zu seinem Tode war Minakow Professor des Lehrstuhls für Theoretische Mechanik der physikalisch-mathematischen Fakultät der MGU. Die MGU war zwar evakuiert, aber Minakow blieb in Moskau und unterrichtete weiter trotz widriger Umstände und fehlender Heizung, wie sich Dmitri Jewgenjewitsch Ochozimski erinnerte. Sein pädagogisches Talent wurde gerühmt, und  schauspielerische Fähigkeiten wurden ihm nachgesagt. Er war gut bekannt mit Konstantin Sergejewitsch Stanislawski. Tätigkeiten im Moskauer Kunsttheater waren im Gespräch, wie auch Boris Abramowitsch Rosenfeld sich erinnerte.
Minakows letzte Jahre wurden durch seine Herzkrankheit erschwert. Trotzdem setzte er seine Lehrtätigkeit fort. Er starb an plötzlichem Herzversagen.

## Ehrungen
- Medaille „Für heldenmütige Arbeit im Großen Vaterländischen Krieg 1941–1945“ (1946)[3]
- Leninorden (1951)[3]